# Бийся за неї
«Бийся за неї» — третій спільний альбом українського письменника Сергія Жадана та гурту «Собаки в Космосі», і перший, який вони видали під новою назвою «Жадан і Собаки». Альбом записаний 2014 року.

## Композиції
| #     | Назва                            | Автор слів         | Автор музики     | Тривалість |
| ----- | -------------------------------- | ------------------ | ---------------- | ---------- |
| 1.    | «Інтро»                          | Сергій Жадан       | Собаки в Космосі | 1:48       |
| 2.    | «Бюджет»                         | С. Жадан           | Собаки в Космосі | 3:36       |
| 3.    | «Безробітній»                    | С. Жадан           | Собаки в Космосі | 3:55       |
| 4.    | «Країна»                         | С. Жадан           | Собаки в Космосі | 3:34       |
| 5.    | «Бийся»                          | С. Жадан           | Собаки в Космосі | 4:14       |
| 6.    | «Білі люди» (feat. Фоззі)        | С. Жадан           | Собаки в Космосі | 6:10       |
| 7.    | «Сомалі»                         | С. Жадан           | Собаки в Космосі | 2:55       |
| 8.    | «Instagram (нова машина мера)»   | С. Жадан           | Собаки в Космосі | 3:36       |
| 9.    | «Pies»                           | Марцін Свєтліцький | The Stooges      | 2:34       |
| 10.   | «Марат»                          | С. Жадан           | Собаки в Космосі | 4:29       |
| 11.   | «Instagram (Berlin Style Remix)» | С. Жадан           | Собаки в Космосі | 3:05       |
| 39:56 |                                  |                    |                  |            |

Ілюстрації до альбому зробив чернівецький художник Артем Колядинський.